# Оксид-вольфрамат галлия
Оксид-вольфрамат галлия — неорганическое соединение,
кристаллогидрат основной соли галлия и вольфрамовой кислоты с формулой Ga2O3·2WO3·8H2O.

## Получение
- Действие на растворы солей галлия вольфраматами щелочных металлов:

{\displaystyle {\mathsf {Ga_{2}(SO_{4})_{3}+2Na_{2}WO_{4}+9H_{2}O\ {\xrightarrow {}}\ }}}
{\displaystyle {\mathsf {\ {\xrightarrow {}}\ Ga_{2}O_{3}\cdot 2WO_{3}\cdot 8H_{2}O\downarrow +2Na_{2}SO_{4}+H_{2}SO_{4}}}}
- Спеканием или сплавлением оксидов получены смешанные вольфраматы галлия, например LiGa(WO4)2.

## Физические свойства
Оксид-вольфрамат галлия заметно растворяется в воде.